# Colonie della baia di Chesapeake

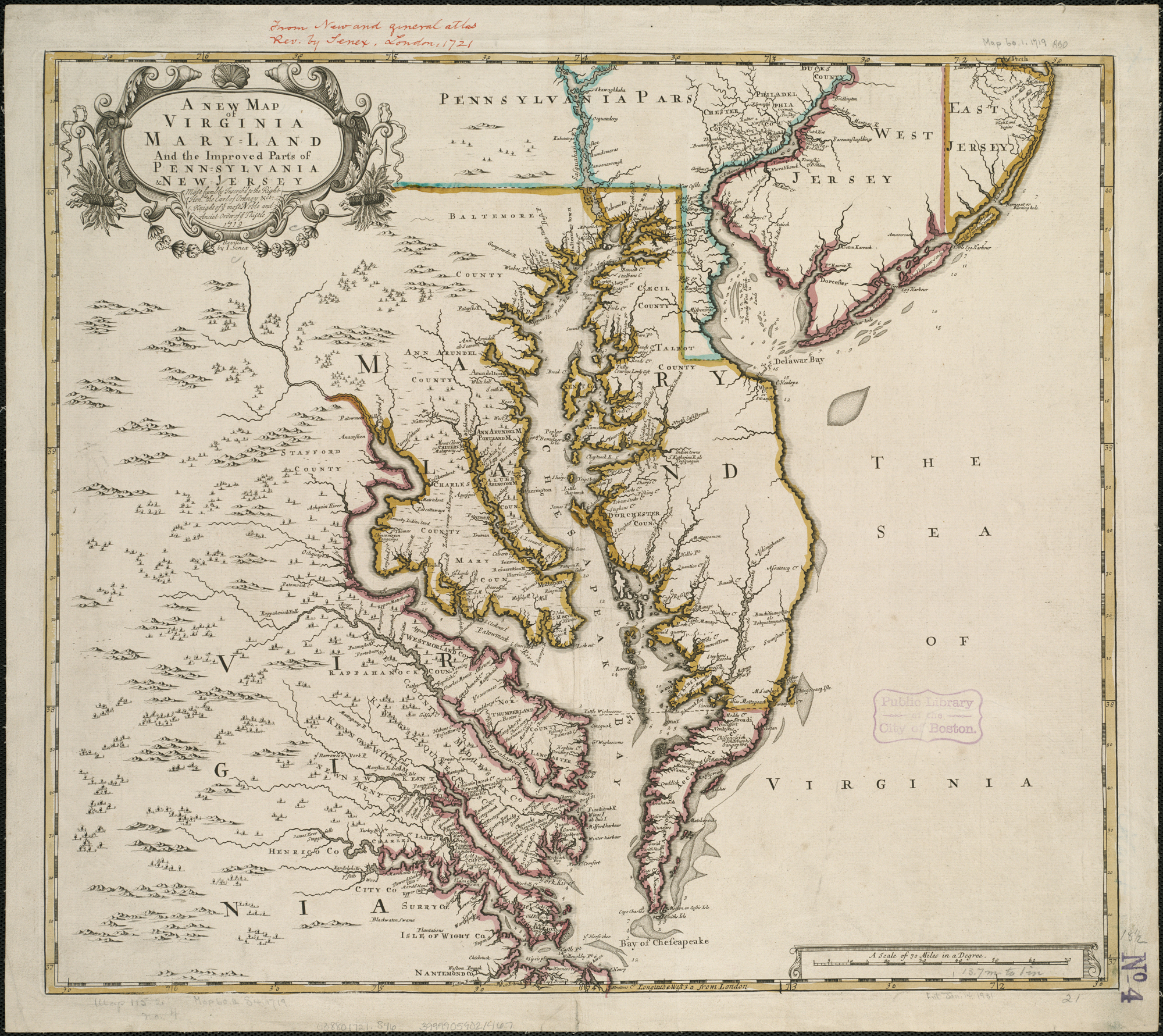
Mappa del 1721 della regione della baia di Chesapeake

Le colonie della baia di Chesapeake furono delle parti della Colonia della Virginia e della Provincia del Maryland, poi Colonia del Maryland, nell'America britannica, incentrate nella baia di Chesapeake. Gli insediamenti della regione di Chesapeake crebbero lentamente a causa delle problematiche sanitarie dell'area (ad esempio la malaria). Molti dei coloni provenivano dall'Inghilterra e morirono poco dopo il loro arrivo. La popolazione divenne però ben presto immune a queste problematiche e pertanto la colonia poté crescere. 
Chesapeake aveva un'economia basata essenzialmente basata sul tabacco. Questa contribuì all'uso di schiavi nelle colonie del sud. Il tabacco inoltre rovinava il suolo facilmente e per questo era richiesta sempre più terra nuova da sfruttare. I servitori pagati, vennero rimpiazzati sempre più con schiavi africani dalla metà del XVII secolo col miglioramento delle condizioni economiche in Europa che portarono al decrescere dell'immigrazione verso la regione di Chesapeake.